# Claudio Merulo

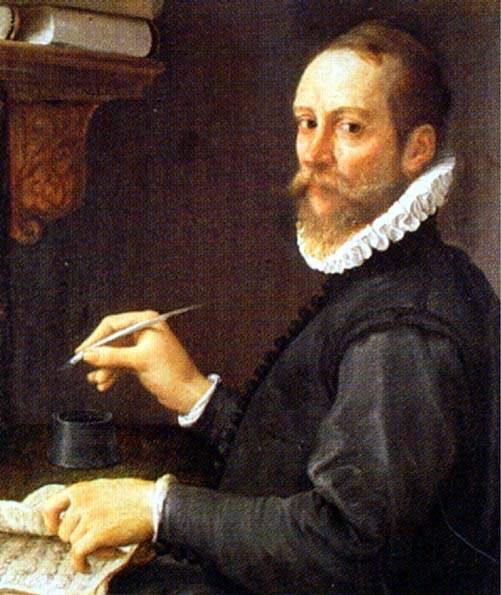
Claudio Merulo.

Claudio Merulo (8 de abril de 1533 – 4 de maio de 1604) também conhecido como Merlotti, Merulus e Claudio da Correggio, foi um organista italiano e compositor do período da Renascença.

## Carreira
Compositor, editor e organista mais famoso por sua música de teclado inovadora e sua música de conjunto composta no estilo policoral veneziano. Ele nasceu em Correggio e morreu em Parma. Nascido Claudio Merlotti, ele latinizou seu sobrenome (que significa pequeno melro) quando se tornou famoso nos clubes culturais venezianos.

## Música e influência
Merulo é famoso por sua música de teclado. Suas Toccatas, em particular, são inovadoras; ele foi o primeiro a contrastar seções de escrita contrapontística com obras de passagem; Frequentemente, ele insere seções que poderiam ser chamadas de Ricercars em peças que, de outra forma, seriam rotuladas como toccatas ou canzonas. (No final do século 16, esses termos são apenas aproximadamente descritivos; diferentes compositores claramente tinham ideias diferentes do que significavam). Freqüentemente, suas peças para teclado começam como se fossem uma transcrição da polifonia vocal, mas depois gradualmente adicionam embelezamento e elaboração até atingirem uma passagem culminante de considerável virtuosismo. Às vezes, especialmente em sua música posterior, ele desenvolve ornamentos que adquirem o status de um motivo, que é então usado para o desenvolvimento; isso antecipa uma técnica generativa principal na era barroca. Frequentemente, Merulo ignora casualmente as "regras" da liderança da voz, dando à música uma intensidade expressiva mais associada à escola tardia de madrigalistas do que à música para teclado da época. Sua música para teclado foi extremamente influente, e suas idéias podem ser vistas na música de Sweelinck, Frescobaldi e outros; por causa da imensa influência de Sweelinck como professor, grande parte da técnica virtuosa do teclado da escola de órgão do norte da Alemanha, culminando em Johann Sebastian Bach, pode reivindicar ser descendente das inovações de Merulo.
Embora a fama de sua música instrumental tenha ofuscado grande parte de sua produção vocal a cappella, Merulo também era um madrigalista. Como era membro do que hoje é conhecido como Escola Veneziana, ele também escreveu motetos para coro duplo à maneira de Andrea e Giovanni Gabrieli. Ele publicou dois livros de Madrigali a 5 vozes (1566 e 1604), um de Madrigali a 4 (1579) e um 3 (1580).
O famoso ensaio de técnica de teclado Il Transilvano (1593), de Girolamo Diruta, foi dedicado a Merulo, indicando seu status como um dos mais importantes tecladistas do Renascimento italiano.

## Obras
- Ricercari d'Intavolatura d'Organo, Livro primo (1567):

1. Ricercar del primo tuono
2. Ricercar del secondo tuono
3. Ricercar del terzo tuono
4. Ricercar del quarto tuono
5. Ricercar dell'undecimo tuno
6. Ricercar del duodecimo tuono
7. Ricercar del settimo tuono
8. Ricercar dell'ottavo tuono

- Toccata del terzo tuono de Il Transilvano, parte I, de Diruta (1597)
- Toccate d'Intavolatura d'Organo, Livro 1 (1598):

1. Primo Tuono Toccata prima
2. Primo Tuono Toccata Seconda
3. Segundo Tuono Toccata terza
4. Secondo Tuono Toccata quarta
5. Secondo Tuono Toccata quinta
6. Terzo Tuono Toccata sesta
7. Terzo Tuono Toccata settima
8. Quarto Tuono Toccata Ottava
9. Quarto Tuono Toccata nona

- Toccate d'Intavolatura d'Organo, Livro 2 (1604):

1. Undecimo detto Quinto Tuono Toccata prima
2. Undecimo detto Quinto Tuono Toccata seconda
3. Duodecimo detto Sesto Tuono Toccata terza
4. Duodecimo detto Sesto Tuono Toccata quarta
5. Settimo Tuono Toccata quinta
6. Settimo Tuono Toccata sesta
7. Ottavo Tuono Toccata settima
8. Ottavo Tuono Toccata ottava
9. Nono Tuono Toccata nona
10. Decimo Tuono Toccata decima

- Canzoni d'Intavolatura d'Organo, a quattro voci, fatte alla francese, Livro 1 (1592):

1. La Bovia
2. La Zambeccara
3. La Gratiosa
4. La Cortese
5. La Benvenuta
6. La Leonora
7. L'Albergata
8. La Rolanda
9. Petit Jacquet

- Canzoni d'intavolatura d'organo fatte alla francese, Livro 2:

1. La Ironica
2. La Jolette
3. La Pazza
4. La Palma
5. La Pargoletta
6. La Rosa
7. La Radivila
8. La Seula
9. La Scarampa
10. L'Arconadia
11. Petite Camusette

- Canzoni d'intavolatura d'organo fatte alla francese, Livro 3:

1. Languissans
2. onques amour
3. Susanne un jour
4. Contente

- Madrigali a 5 livros I (1566) e II (1604)
- Madrigali a 4 (1579)
- Madrigali a 3 (1580)
- Mottetti a 5 libro I (1578), II (1578)
- Mottetti a 6 libro I (1583), II (1593) e III (1605, postumo)
- Sacrae Cantiones (1578)
- Motetti a 4 (1584)
- Sacri Concentus (1594)
- Messe a 5 (1573)